# Robert Manne

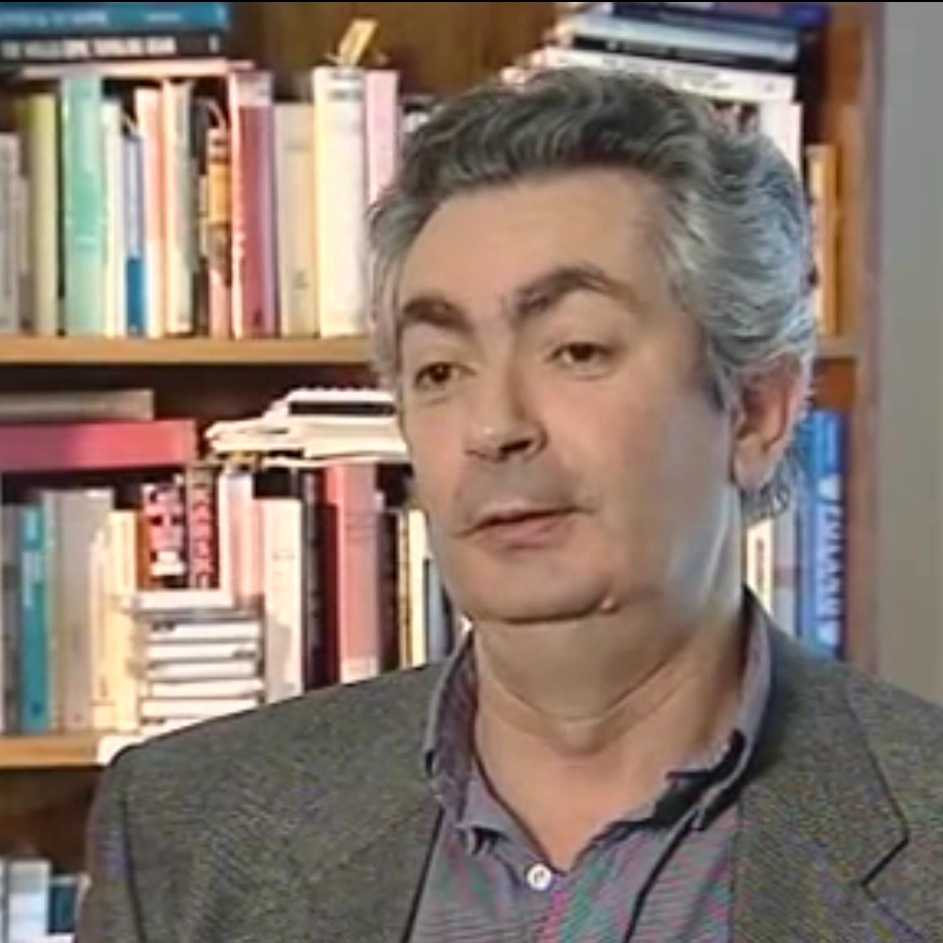
Robert Manne (2001)

Robert Manne (31 de outubro de 1947) é um jornalista e professor de política australiano. Leciona na Universidade La Trobe, de Melbourne, Austrália.